# Петер Пиот
Петер Пиот (на нидерландски: Peter Piot) е белгийски лекар и дипломат. От 1995 до 2008 година е помощник генерален секретар на Организацията на обединените нации (ООН) и изпълнителен директор на Обединената програма на ООН по ХИВ/СПИН.

## Биография
Петер Пиот е роден на 17 февруари 1949 г. в Льовен. През 1974 година завършва медицина в Гентския университет, а през 1976 г. е част от екипа, който открива в Заир вируса на ебола. През 1980 г. защитава докторат по микробиология в Антверпенския университет. През следващите години преподава във висши училища в Антверпен, Найроби, Брюксел и Лозана.
В края на 80-те години на 20. век Пиот е сред организаторите на първия международен проект за борба срещу Синдрома на придобитата имунна недостатъчност (СПИН), който се реализира в заирската столица Киншаса. От 1991 до 1994 г. е президент на международната научна асоциация Международно дружество по СПИН, а през 1992 година става и асоцииран директор на Световната програма за борба срещу СПИН на Световната здравна организация.
През 1995 г. Организацията на обединените нации създава своята Обединена програма по ХИВ/СПИН, която трябва да координира международните усилия за борба срещу заболяването. Петер Пиот става неин изпълнителен директор и помощник генерален секретар на ООН и остава на този пост до 2008 г. През 1995 г. той получава от крал Албер II титлата барон.
След като напуска ООН Петер Пиот става директор на Лондонското училище по хигиена и тропическа медицина, един от колежите на Лондонския университет.

## Отличия
- Почетен доктор на Брюкселския свободен университет (нидерландскоезичен)
- Член на белгийската Кралска академия за отвъдморски изследвания
- Офицер на Националния орден на леопарда на Демократична република Конго
- Офицер на Националния орден на лъва на Сенегал
- Награда Майка Тереза (2008)
- Hideyo Noguchi Africa Prize (2013)[1]
- Награда Принц Махидол в Тайланд (2013)
- Почетен рицар на Order of St Michael and St George (2017)